# White River First Nation

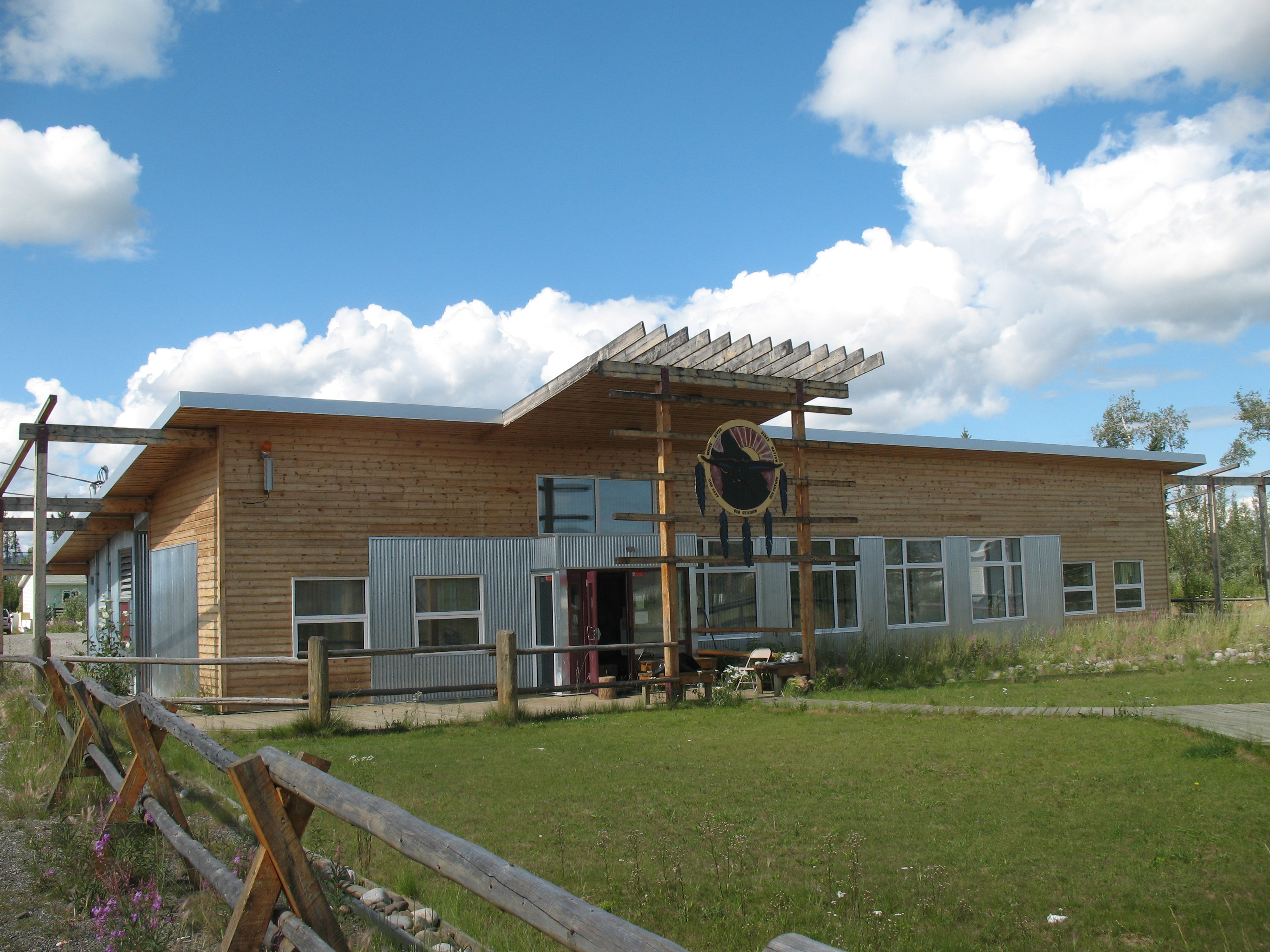
Kulturzentrum der White River First Nation

Die White River First Nation ist eine der kanadischen First Nations im Yukon, deren meiste Mitglieder in Beaver Creek nahe der Grenze zu Alaska leben. Sprachlich sowie geographisch zählen sie zu den Nördlichen Athapasken, sprechen jedoch jeweils zwei verwandte – jedoch unterschiedliche – nordathapaskische Sprachen.
Dies ist auf die Entscheidung der kanadischen Regierung in den 1950er Jahren zurückzuführen, die aus verwaltungstechnischen Gründen zwei zwar bereits vorher durch traditionelle Heiraten unter den Lokalgruppen verwandte, jedoch kulturell sehr verschiedene Bands zwang, sich zur White River Indian Band zusammen zuschließen; die Scottie Creek Band der Upper Tanana, die einst das sog. Scottie Creek-Gebiet im heutigen Norden Alaska sowie im kanadischen Yukon-Territorium rund um Whitehorse und Beaver Creek bewohnten, sowie eine Band der östlich lebenden Northern Tutchone.
Zwischen 1961 und 1991 wurde die jetzige White River Indian Band wiederum gezwungen nach Burwash Landing am Kluane Lake umzusiedeln, einem traditionellen Sommerlager der Lù’àn Män Ku Dän („Kluane Lake Volk“), der sog. Burwash Band der Southern Tutchone. Die drei Bands wurden nun offiziell zur Kluane Band (später: Kluane Tribal Brotherhood und zuletzt Kluane Tribal Council) zusammengeschlossen. 1990/1991 spaltete sich das Kluane Tribal Council in zwei separate eigenständige First Nations auf: die Kluane First Nation in Burwash Landing sowie die White River First Nation, deren Mitglieder wieder nach Beaver Creek und Whitehorse zurückkehrten.
Auf Grund dieser zwangsweisen Ansiedlung verschiedener Bands sprechen die heutigen Stammesmitglieder Upper Tanana (oder Tabesna), den White River-Dialekt des Northern Tutchone (Dän kʼí) sowie einige den Kluane-Dialekt des Southern Tutchone (Dän kʼè).
Während die meisten anderen Stämme im Yukon zu einem Vertrag mit der Bundesregierung und mit der des Territoriums kamen, scheiterten die Verhandlungen der White River First Nation 2005.
Zur White River First Nation rechnete das Department of Indian Affairs and Northern Development im November 2009 genau 137 anerkannte Indianer, von denen nur drei im Reservat lebten; im November 2015 waren es insgesamt 153 sogenannte Statusindianer. Der Stamm selbst gibt die Zahl seiner Angehörigen mit 220 an. Ihr traditionelles Territorium umfasst rund 13.000 km² zwischen dem Westende des Kluane Lake und der Grenze nach Alaska.

## Geschichte

### Frühgeschichte
Früheste Lebensgrundlage waren die Karibuherden, aber auch Elche, Schafe und Murmeltiere, Hasen und Alaska-Pfeifhasen. Dazu kamen Vögel und Fische, vor allem Lachs. Das raue Klima erforderte ein halbnomadisches Leben, bei dem Familien in Frühjahrs- und Sommerlagern zum Fischen zusammenkamen, aber auch im kurzen Herbst, um zu jagen.
Sie lebten in Unterkünften aus Zweigen, Geäst und Fellen. Auch die Kleidung war dem Klima angepasst.
Schamanen taten sich als Heiler hervor und waren für die Kontaktaufnahme mit spirituellen Mächten zuständig. Sie halfen auch beim Auffinden von Jagdbeute.

### Vulkanausbrüche im Gebiet des White River und die späte vorgeschichtliche Periode (ca. 100–1750)
Die Region der White River First Nation ist von starkem Vulkanismus geprägt. Im Gebiet des White River ereigneten sich um 100 und um 800 n. Chr. zwei der größten Vulkanausbrüche. Der zweiten Katastrophe mit enormen Aschenregen, die wohl das Leben in der Region fast zum Erlöschen brachte, folgte die Late Prehistoric (späte Vorgeschichte) genannte Phase.
Erstmals wurde Kupfer verarbeitet, ein Material, das aus dem White-River-Gebiet weithin gehandelt wurde. Es wurde zu Werkzeugen, wie Ahlen und Pfeilspitzen verarbeitet, aber auch zu Schmuck. In dieser Phase wurden Pfeil und Bogen genutzt, die auf die Eskimos zurückzuführen sind.
Durch Zwischenhandel gelangten die Gruppen am White River an Obsidian, das etwa aus den St. Elias Mountains stammte. Rote und goldene Achate und weißer Chalcedon kamen aus der Gegend von Carmacks und vom Mount Nansen weiter im Westen.

### Klondike-Goldrausch, Alaska Highway, Landansprüche und Selbstregierung
Während des Klondike-Goldrauschs ab 1896 kamen über 100.000 Weiße in die Region. 1901 stellten die Indianer nur noch etwas mehr als 10 % der Bevölkerung in Yukon.

Blick auf den Kluane Lake

Mit dem Bau des Alaska Highway ab 1942 wurden die Upper Tanana und die Northern Tutchone, die später zur White River band zusammengeschlossen wurden, von Snag und Scottie Creek nach Beaver Creek umgesiedelt. 1961 siedelte die Regierung die White-River-Indianer ostwärts nach Burwash Landing um, zusammen mit der Kluane Indian Band.
1973 begann der Kampf der Stämme um ihre Gebiete mit einem Programm von Elijah Smith namens Together Today for our Children Tomorrow, das er dem Premierminister Pierre Trudeau überreichte. Dave Joe war der Hauptunterhändler der Yukon Indians, des späteren Council of Yukon First Nations. Neun der elf Mitglieder-Stämme des Council of Yukon First Nations (CYFN) haben inzwischen Verträge über Landansprüche und Selbstregierung abschließen können. 1989 setzte Bessie John (1923–2000) durch, dass ihr Stamm an den Vertragsverhandlungen mit dem Territorium teilnehmen konnte. Sie war es auch, die, während sie am Yukon College in Whitehorse und von 1989 bis 1993 in Beaver Creek Upper Tanana unterrichtete, ein Upper Tanana-Scottie Dialect Glossary herausgab.
Erst 1991 zog die White-River-Gruppe nach Beaver Creek und verließ die erzwungene Gemeinschaft. Sie verfügt über kein reguläres Reservat, sondern nur über lands set-aside, Land also, das anderweitiger Nutzung entzogen ist.

## Aktuelle Situation
Inzwischen existiert eine grenzüberschreitende Tanana Chief Conference, die sich neben kulturellen und sozialen Aufgaben um Verhandlungen mit der Regierung bemüht, etwa um den Schutz der Karibus.
2007 versuchte der Stamm die Einrichtung eines Reservats durchzusetzen, wie es sie nur südlich des 60. Breitengrades gibt, nachdem die Verhandlungen um Anerkennung ihrer Landrechte 2005 gescheitert waren. Doch es erfolgte keine Reaktion von den zuständigen Behörden.
2008 konnte der abgelegene Ort Beaver Creek mit einer sicheren Wasserversorgung ausgestattet werden.
Es besteht kein Vertrag mit Kanada oder dem Territorium, daher besteht auch keine Selbstregierung. Dennoch beharrt der Stamm darauf, dass jede Landnutzung mit ihm abgesprochen werden muss, also Konsultationspflicht besteht. Dies ist umso schwerwiegender, als das Alaska Highway Pipeline Project weiter vorangetrieben wird, und auf dem traditionellen Gebiet nach Öl und Gas durch TransCanada gesucht wird. Zwar untersagte der Yukon Placer und der Yukon Quartz Mining Act von 2002 das Schürfen gegen den Willen der Indianer, doch 2009 versucht die Regierung durchzusetzen, dass bei Gas- und Ölgewinnung keine Konsultationspflicht bestehen soll.